# Finnenloipe Rothenthurm
Die Finnenloipe Rothenthurm ist eine Langlaufloipe im Hochtal von Rothenthurm, Kanton Schwyz in der Schweiz. Die Loipe ist sowohl im Skating, als auch im klassischen Stil präpariert. Sie beginnt beim Bahnhof Rothenthurm und führt durch das nordisch anmutende Rothenthurmer Hochmoor (daher der Name Finnenloipe), die grösste zusammenhängende Hochmoorfläche der Schweiz. Mehrmals passiert sie die Biber, einen der letzten frei mäandrierenden Flüsse der Voralpen. Die gesamte Rundstrecke beträgt 20 km, kann aber auf 7, 11 oder 15 km abgekürzt werden. Zudem wird eine 3 km lange, abends beleuchtete Nachtloipe präpariert.
Die Loipe wird vom Verein Finnenloipe Rothenthurm unterhalten, der am 29. Oktober 1977 gegründet wurde.